# Championnats du monde de pentathlon moderne 2003
Navigation
Édition précédente Édition suivante
Les Championnats du monde de pentathlon moderne 2003 se sont tenus à Pesaro,  Italie.

## Podiums

### Hommes
| Épreuves    | Or                                              | Argent                                                    | Bronze                                                        |
| ----------- | ----------------------------------------------- | --------------------------------------------------------- | ------------------------------------------------------------- |
| Individuel  | Allemagne Eric Walther                          | Suède Erik Johansson (en)                                 | Tchéquie Michal Michalík                                      |
| Par équipes | Hongrie Viktor Horváth Ákos Kállai Gábor Balogh | Allemagne Sebastian Dietz Steffen Gebhardt Eric Walther   | Tchéquie Michal Michalík Michal Sedlecký Libor Capalini       |
| Relais      | Hongrie Gábor Balogh Viktor Horváth Ákos Kallai | Russie Dmitriy Galkin Rustam Sarbirkhuzin Aleksey Savikov | Biélorussie Aleksandr Bysov Dmitry Melyakh Mikhail Prokopenko |

### Femmes
| Épreuves    | Or                                                   | Argent                                                    | Bronze                                                          |
| ----------- | ---------------------------------------------------- | --------------------------------------------------------- | --------------------------------------------------------------- |
| Individuel  | Hongrie Zsuzsanna Vörös                              | Russie Olesya Velichko                                    | Royaume-Uni Kate Allenby                                        |
| Par équipes | Royaume-Uni Sian Lewis Kate Allenby Georgina Harland | Russie Tatyana Muratova Olesya Velichko Marina Kolonina   | Hongrie Csilla Füri Zsuzsanna Vörös Bea Simóka                  |
| Relais      | Hongrie Csilla Füri Bea Simóka Zsuzsanna Vörös       | Russie Marina Kolonina Olesya Velichko Viktoriya Zaborova | Tchéquie Lucie Grolichová Alexandra Kalinovská Olga Voženílková |